# Syllides kerguelensis
Syllides kerguelensis är en ringmaskart som först beskrevs av Terry T. McIntosh 1885.  Syllides kerguelensis ingår i släktet Syllides och familjen Syllidae. Inga underarter finns listade i Catalogue of Life.